# モザンビークの在外公館の一覧

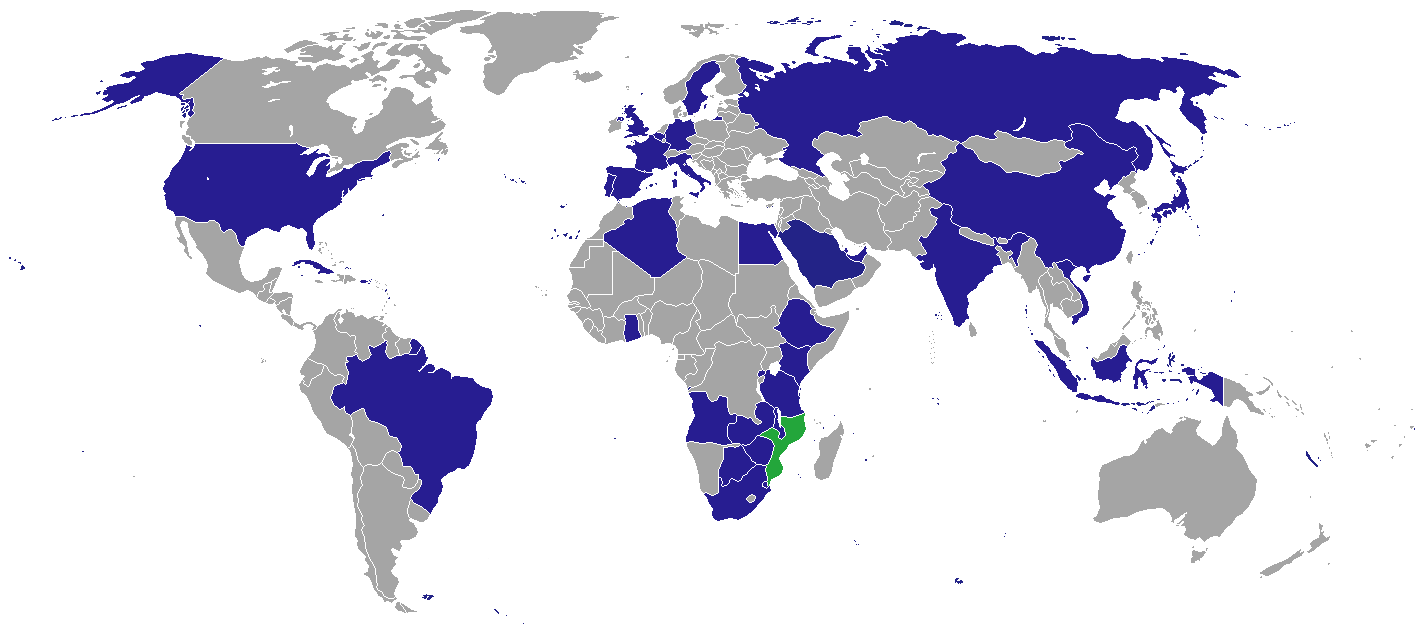
モザンビークの在外公館が設置されている国

モザンビークの在外公館の一覧では、モザンビーク共和国が派遣している在外公館（外交使節団）を挙げる。モザンビークはポルトガルが宗主国の国家であるが、イギリス連邦の加盟国のため、同連邦加盟国の首都に多く高等弁務官事務所（大使館相当）を設置している。

## アジア
- アラブ首長国連邦
  - 在ドバイ総領事館 (ドバイ)
- インド
  - 在インド高等弁務官事務所 (ニューデリー)
- インドネシア
  - 在インドネシア大使館 (ジャカルタ)
- 中国
  - 在中華人民共和国大使館 (北京)
- 日本
  - 駐日大使館 (東京)
- ベトナム
  - 在ベトナム大使館 (ハノイ)

## ヨーロッパ
- イギリス
  - 在英国高等弁務官事務所 (ロンドン)
- イタリア
  - 在イタリア大使館 (ローマ)
- スウェーデン
  - 在スウェーデン大使館 (ストックホルム)
- スペイン
  - 在スペイン大使館 (マドリード)
- ドイツ
  - 在ドイツ大使館 (ベルリン)
- フランス
  - 在フランス大使館 (パリ)
- ベルギー
  - 在ベルギー大使館 (ブリュッセル)
- ポルトガル
  - 在ポルトガル大使館 (リスボン)
  - 在ポルト総領事館 (ポルト)
- ロシア
  - 在ロシア大使館 (モスクワ)

## 北米
- アメリカ合衆国
  - 在アメリカ合衆国大使館 (ワシントンD.C.)
- キューバ
  - 在キューバ大使館 (ハバナ)

## 南米
- ブラジル
  - 在ブラジル大使館 (ブラジリア)

## アフリカ
- アンゴラ
  - 在アンゴラ大使館 (ルアンダ)
- エジプト
  - 在エジプト大使館 (カイロ)
- エチオピア
  - 在エチオピア大使館 (アディスアベバ)
- ケニア
  - 在ケニア高等弁務官事務所 (ナイロビ)
- ザンビア
  - 在ザンビア高等弁務官事務所 (ルサカ)
- ジンバブエ
  - 在ジンバブエ大使館 (ハラレ)
  - 在ムタレ総領事館 (ムタレ)
- エスワティニ
  - 在スワジランド高等弁務官事務所 (ムババーネ)
- タンザニア
  - 在タンザニア高等弁務官事務所 (ダルエスサラーム)
  - 在ザンジバルシティ総領事館 (ザンジバルシティ)
- ボツワナ
  - 在ボツワナ高等弁務官事務所 (ハボローネ)
- マラウイ
  - 在マラウイ高等弁務官事務所 (リロングウェ)
  - 在ブランタイヤ総領事館 (ブランタイヤ)
- 南アフリカ共和国
  - 在南アフリカ共和国高等弁務官事務所 (プレトリア)
  - 在ヨハネスブルグ総領事館 (ヨハネスブルグ)
  - 在ケープタウン領事館 (ケープタウン)
  - 在ダーバン領事館 (ダーバン)
  - 在ネルスプロイト領事館 (ネルスプロイト)

## 国際機関代表部
- 国際連合代表部 (ジュネーヴ、ニューヨーク)
- 国際連合教育科学文化機関代表部 (パリ)
- 欧州連合代表部 (ブリュッセル)
- アラブ連盟代表部 (カイロ)
- アフリカ連合代表部 (アディスアベバ)
- ポルトガル語諸国共同体代表部 (リスボン)